# Roel Luynenburg
Roelof "Roel" Johan Luynenburg (født 23. maj 1945 i Haarlem, Holland, død november 2023) var en hollandsk roer.
Luynenburg deltog sammen med Ruud Stokvis ved OL 1968 og 1972 i roning i toer uden styrmand. Ved OL i 1968 vandt parret både deres indledende heat og deres semifinaleheat, men fuldførte ikke finalen, hvorpå de sluttede på en samlet sjetteplads.
Ved OL 1972 i München blev hollænderne nummer tre i det indledende heat, hvorpå de vandt deres opsamlingsheat. I semifinalen blev de nummer to, og i finalen vandt de bronze efter den østtyske båd, roet af Siegfried Brietzke og Wolfgang Mager, der vandt guld, og schweizerne Heinrich Fischer og Alfred Bachmann, der fik sølv.
Luynenburg og Stokvis var også med i den hollandske firer uden styrmand, der vandt bronze ved VM i 1966.

## OL-medaljer
- 1972:  Bronze i toer uden styrmand